# Rudolf Clemens (Politiker)
Rudolf Clemens (* 1. Januar 1922 in Remscheid; † 4. Juni 2000) war ein Industriemechaniker und Polizist sowie bremischer Politiker (SPD). Er war Mitglied der Bremischen Bürgerschaft.

## Biografie
Clemens erlernte den Beruf eines Industriemechanikers und besuchte danach die Maschinenbauschule in Würzburg. Er war von Oktober 1937 bis September 1940 Mitglied der Hitlerjugend, dort seit Mai 1940 Oberscharführer, er trat auch der NSV bei. Am 15. März 1940 beantragte er die Aufnahme in die NSDAP und wurde zum 1. September desselben Jahres aufgenommen (Mitgliedsnummer 7.821.943). Von 1940 bis 1945 diente er als Soldat bei der Marine. Nach der Entlassung zog er 1945 nach Bremen um. 1947 wurde er als nicht betroffen entnazifiziert.
Nach dem Zweiten Weltkrieg war Clemens zunächst als Tiefbauarbeiter beschäftigt und trat 1947 in den Bremer Polizeidienst ein. Von  1955 bis 1963 saß er für die SPD rund acht Jahre in der Bremischen Bürgerschaft und war in verschiedenen Deputationen der Bürgerschaft tätig.